# Jozo Stanić
Jozo Stanić (* 6. April 1999 in Augsburg) ist ein kroatisch-deutscher Fußballspieler.

## Karriere
Nach seinen Anfängen in der Jugend des FC Stätzling und des TSV Schwaben Augsburg wechselte er im Sommer 2014 in die Jugendabteilung des FC Augsburg. Dort kam er auch zu seinem ersten Einsatz im Profibereich in der Bundesliga, als er am 10. Februar 2019, dem 21. Spieltag, bei der 0:4-Auswärtsniederlage gegen Werder Bremen in der 88. Spielminute für Daniel Baier eingewechselt wurde.
Um Spielpraxis zu sammeln, wurde er im Sommer 2020 für eine Saison an den Drittligisten FSV Zwickau ausgeliehen. Anschließend erfolgte eine Leihe in die 3. Liga, diesmal zum SV Wehen Wiesbaden. Danach erfolgte eine weitere Leihe zum NK Varaždin in die 1. kroatische Liga. Anfang September 2023 verließ er schließlich den FC Augsburg und wechselte zum Schweizer Erstligisten FC St. Gallen, wo er einen Zweijahresvertrag unterschrieb.

## Nationalmannschaft
Jozo Stanić hat für die U16 des Deutschen Fußball-Bundes ein Länderspiel bestritten. Im Anschluss erfolgte sein Verbandswechsel zum Kroatischen Fußballverband, für dessen U19 er vier Länderspiele absolviert hat.